# Ernő Kolczonay
Dans le nom hongrois Kolczonay Ernő, le nom de famille précède le prénom, mais cet article utilise l’ordre habituel en français Ernő Kolczonay, où le prénom précède le nom.
Ernő Kolczonay est un escrimeur hongrois né le 15 mai 1953 à Budapest et mort le 4 octobre 2009 dans la même ville.

## Carrière
Ernő Kolczonay participe à l'épreuve d'épée lors des Jeux olympiques d'été de 1980 à Moscou. Il y remporte la médaille d'argent dans l'épreuve individuelle. Lors des Jeux olympiques d'été de 1992 à Barcelone, il remporte la médaille d'argent dans l'épreuve par équipe.

## Palmarès

### Jeux olympiques
- Jeux olympiques d'été de 1980 à Moscou
  -  Médaille d'argent à l'épée en individuel
- Jeux olympiques d'été de 1992 à Barcelone
  -  Médaille d'argent à l'épée par équipe

### Championnats du monde
- Championnats du monde d'escrime 1978
  -  Médaille d'or à l'épée par équipe
- Championnats du monde d'escrime 1979
  -  Médaille d'argent à l'épée par équipe
- Championnats du monde d'escrime 1981
  -  Médaille de bronze à l'épée par équipe
- Championnats du monde d'escrime 1982
  -  Médaille de bronze à l'épée par équipe
  -  Médaille de bronze à l'épée en individuel

### Championnats d'Europe
- Championnats d'Europe d'escrime 1982
  -  Médaille d'argent à l'épée par équipe